# Neonesiotes remiformis
Neonesiotes remiformis is een spinnensoort uit de familie hangmatspinnen (Linyphiidae). De soort komt voor op de Marshalleilanden, Carolinen, Cookeilanden, Fiji en Samoa.